# 沃羅涅日國立大學
51°39′21″N 39°12′22″E / 51.65589°N 39.20609°E

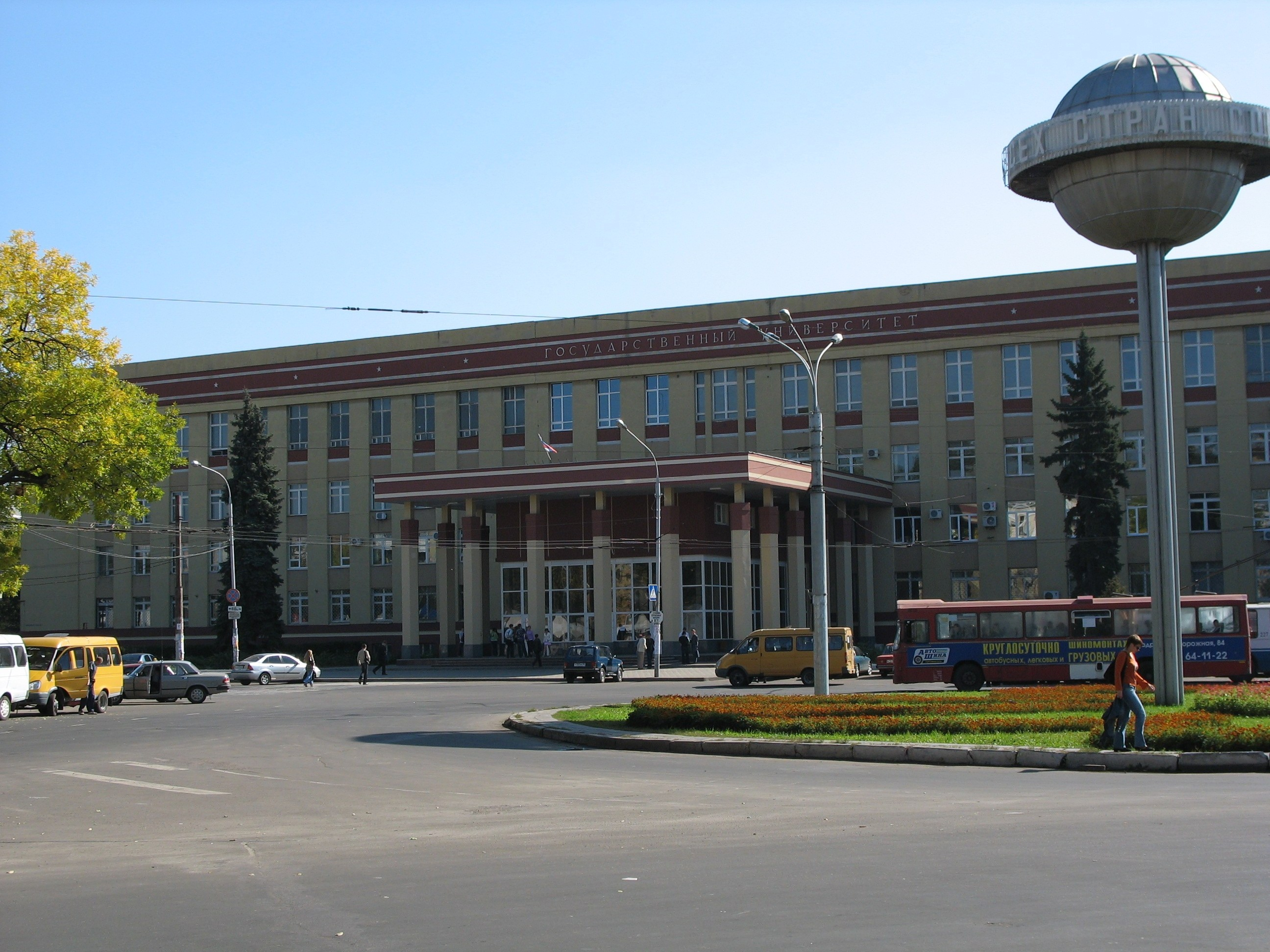
沃羅涅日國立大學

沃羅涅日國立大學（俄語：Воронежский государственный университет，縮寫：ВГУ；簡稱：沃羅涅日大學），位於俄羅斯沃羅涅日，校地佔375公傾，為當地大型教學及科學文化研究中心。源自於尤里耶夫（德爾普）大學，該校建立於1918年；為一所至今培養出不少諾貝爾獎、前蘇聯與俄羅斯國家級獎項獲得者、科學院院士及國家高層領導之人才大學，為俄羅斯諾貝爾獎搖籃之一。

## 歷史沿革
- 1802年 源自於尤里耶夫（德爾普）大學，依據俄羅斯帝國沙皇亞歷山大一世建立。
- 1918年 3月德軍佔領愛沙尼亞後試圖將尤里耶夫（德爾普）大學納入德國高等教育管理系統。俄政府當即決定將學府遷移至沃羅涅日市，在此基礎上沃羅涅日大學正式成立。

## 學術單位
該大學分為18個科系。
| - 生物土壤系 - 地理學、地質生態學與旅遊管理系 - 地質系 - 歷史系 - 新聞系本科 | - 計算機科學系 - 數學系 - 國際關係系 - 應用數學、資訊傳播與機械系 - 歐羅曼日爾曼語言文學系（外語系） | - 製藥與藥劑系 - 物理系 - 俄羅斯語言文學系 - 哲學與心理系 - 化學系 | - 法律系 - 經濟系 - 留學生國際教育學院 |

## 外部連結
- 沃羅涅日國立大學（俄文）
- 沃羅涅日國立大學（英文）
- 沃羅涅日國立大學 （页面存档备份，存于）（德文）
- 沃羅涅日國立大學 （页面存档备份，存于）（法文）
- 沃羅涅日國立大學（西班牙文）
- 沃羅涅日國立大學（简体中文）
- 沃羅涅日國立大學（阿拉伯文）